# Serrat del Gall (Sant Hilari Sacalm)
El Serrat del Gall és una serra situada al municipi de Sant Hilari Sacalm a la comarca de la Selva, amb una elevació màxima de 879 metres.